# 戦姫絶唱シンフォギアのディスコグラフィ
『戦姫絶唱シンフォギアのディスコグラフィ』（せんきぜっしょうシンフォギアのディスコグラフィ）では、テレビアニメ『戦姫絶唱シンフォギア』シリーズの関連CDについて記述する。発売元はいずれもキングレコード。

## キャラクターソング

### 戦姫絶唱シンフォギア

#### ツヴァイウィング
2012年1月25日に発売された、水樹奈々、高山みなみが演じる風鳴翼、天羽奏が劇中で結成していたツインボーカルユニット「ツヴァイウィング」が歌うキャラクターソング。
ディスクジャケットには、風鳴翼と天羽奏が描かれている。イラストはアニメーション製作を手掛けたエンカレッジフィルムズによる描き下ろし。収録されている楽曲の「逆光のフリューゲル」、「ORBITAL BEAT」はどちらも第1話の劇中歌として使用された。
2012年1月13日には公式サイトで本作に収録されている曲の表題曲「逆光のフリューゲル」、カップリング曲「ORBITAL BEAT」の試聴音源がテレビアニメ公式サイトで公開された。
主な記録
- 2012年2月6日付のオリコン週間シングルチャートで6位を獲得。初動売上は1.3万枚を記録した。デイリーチャートでは1月24日付で10位、1月25日、1月26日付で6位、1月27日、1月28日付で最高位の5位、1月29日付で8位、1月30日付で7位を獲得し7日連続でデイリーチャートTOP10入りを果たした。
- 2012年1月度の月間チャートでは、オリコンチャートで28位、『超!アニメロ』のアニメロ着うたフルTOP100で3位、『アニメロ★うた』のアニメロ着うたTOP10で6位、『レコチョク』のアニメ/ゲーム・うた部門のレコチョク着うたフルTOP100で12位を獲得した。
- 2012年2月6日付のBillboard JAPANチャートでは、Billboard JAPAN HOT 100で43位、Billboard JAPAN Hot Singles Salesで5位、Billboard JAPAN Hot Animationで4位を獲得した。
- 2012年1月11日から1月17日調査分のRIAJ有料音楽配信チャートでは65位、2012年1月23日から1月29日調査分のサウンドスキャンの週間シングルCDソフトTOP20では8位、2012年2月4日放送分の『COUNT DOWN TV』のThis Week's TOP100では16位を獲得した。

批評
CDジャーナルは、「扇情的なビート、ギターメロディにのせたエモーショナルかつ繊細なヴォーカルワークが特徴的である。」と評した。
収録曲
1. 逆光のフリューゲル [5:11]
  - 作詞・作曲：上松範康 (Elements Garden)、編曲：菊田大介（Elements Garden）
  - 第1話劇中歌

2. ORBITAL BEAT [3:32]
  - 作詞：古屋真、作曲・編曲：加藤裕介
  - 第1話劇中歌

3. 逆光のフリューゲル　off vocal
4. ORBITAL BEAT　off vocal

#### 立花響
2012年2月29日に発売された、立花響（悠木碧）が歌うキャラクターソング。ディスクジャケットには、エンカレッジフィルムズによる立花響のイラストが施されている。収録楽曲の「撃槍・ガングニール」は、第2 - 5話劇中歌、「私ト云ウ 音響キ ソノ先ニ」は第6 - 7話の劇中歌として使用された。
主な記録
- 2012年3月12日付のオリコン週間シングルチャートで18位を獲得。初動売上は0.7万枚を記録した。デイリーチャートでは3月2日付で最高位の12位を獲得し、6日連続でデイリーチャートTOP20入りを果たした。
- 2012年3月12日付のBillboard JAPANチャートでは、Billboard JAPAN HOT 100で98位、Billboard JAPAN Hot Singles Salesで15位、Billboard JAPAN Hot Animationで6位を獲得した。
- 2012年2月29日から3月6日調査分のRIAJ有料音楽配信チャートで80位、2012年2月27日から3月4日調査分のサウンドスキャンの週間シングルCDソフトTOP20で20位、2012年3月10日放送分の『COUNT DOWN TV』のThis Week's TOP100では27位を獲得した。

収録曲
1. 撃槍・ガングニール [3:34]
  - 作詞：上松範康（Elements Garden）、作曲・編曲：藤田淳平（Elements Garden）
  - 第2 - 5話劇中歌

2. 私ト云ウ 音響キ ソノ先ニ [4:49]
  - 作詞：藤林聖子、作曲：俊龍、編曲：菊田大介（Elements Garden）
  - 第6 - 7話劇中歌

3. 撃槍・ガングニール　off vocal
4. 私ト云ウ 音響キ ソノ先ニ　off vocal

#### 風鳴翼
2012年3月14日に発売された、風鳴翼（水樹奈々）が歌うキャラクターソング。ディスクジャケットには、エンカレッジフィルムズによる風鳴翼のイラストが施されている。収録楽曲の「絶刀・天羽々斬」は、第1 - 4、8話劇中歌として使用された。
主な記録
- 2012年3月26日付のオリコン週間シングルチャートで10位を獲得。初動売上は1.1万枚を記録した。なお、水樹が演じたキャラクターのキャラクターソングシングルが週間チャートへのTOP10入りを果たすのは初。デイリーチャートでは3月14日、3月17日付で最高位の6位を獲得した。また、週間アニメシングルチャートでは1位となった。
- 2012年3月26日付のBillboard JAPAN Hot 100で55位、Billboard JAPAN Hot Singles Salesで8位、Billboard JAPAN Hot Animationで4位を獲得した。また、2012年3月12日から3月18日調査分のサウンドスキャンの週間シングルCDソフトTOP20で6位、2012年3月24日放送分の『COUNT DOWN TV』のThis Week's TOP100で10位を獲得した。

批評
CDジャーナルは、「派手なシンセサイザー、前のめりなビートのテンション高めの曲である。」と評した。
収録曲
全作詞：上松範康（Elements Garden）
1. 絶刀・天羽々斬 [4:57]
  - 作曲・編曲：藤間仁（Elements Garden）
  - 第1 - 4、8話劇中歌

2. FLIGHT FEATHERS [4:21]
  - 作曲・編曲：菊田大介（Elements Garden）
  - 第9話劇中歌

3. 絶刀・天羽々斬　off vocal
4. FLIGHT FEATHERS　off vocal

#### 雪音クリス
2012年3月28日に発売された、雪音クリス（高垣彩陽）が歌うキャラクターソング。ディスクジャケットには、エンカレッジフィルムズによる雪音クリスのイラストが施されている。収録楽曲の「魔弓・イチイバル」、「繋いだ手だけが紡ぐもの」はそれぞれ第7 - 8、10 - 11話および第10話劇中歌として使用された。
主な記録
- 2012年4月9日付のオリコン週間シングルチャートで7位を獲得。初動売上は1.0万枚を記録した。デイリーチャートでは3月28日付で最高位の5位を獲得し、5日連続でデイリーチャートTOP10入りを果たした。
- 2012年4月9日付のBillboard JAPAN Hot 100で56位、Billboard JAPAN Hot Singles Salesで8位、Billboard JAPAN Hot Animationで3位を獲得した。また、2012年3月26日から4月1日調査分のサウンドスキャンの週間シングルCDソフトTOP20で7位、2012年4月7日放送分の『COUNT DOWN TV』のThis Week's TOP100で13位を獲得した。

批評
CDジャーナルは、「ダンサブルなヘヴィチューン曲である。」と評した。
収録曲
全作詞・作曲：上松範康
1. 魔弓・イチイバル [3:40]
  - 編曲：岩橋星実（Elements Garden）
  - 第7 - 8、10 - 11話劇中歌

2. 繋いだ手だけが紡ぐもの [3:56]
  - 編曲：藤田淳平（Elements Garden）
  - 第10話劇中歌

3. 魔弓・イチイバル　off vocal
4. 繋いだ手だけが紡ぐもの 　off vocal

### 戦姫絶唱シンフォギアG

#### マリア×風鳴翼
収録曲
1. 不死鳥のフランメ [4:44]
  - 作詞・作曲：上松範康 (Elements Garden)、編曲：菊田大介（Elements Garden）
  - 第1話劇中歌

2. 不死鳥のフランメ（tv size）
3. 不死鳥のフランメ　off vocal

#### 立花響（G）
収録曲
全作詞：上松範康（Elements Garden）
1. 正義を信じて、握り締めて [4:14]
  - 作曲・編曲：藤田淳平（Elements Garden）
  - 第1、5、7話劇中歌

2. Rainbow Flower [3:58]
  - 作曲：上松範康（Elements Garden）、編曲：岩橋星実（Elements Garden）
  - 第10話劇中歌

3. 正義を信じて、握り締めて　off vocal
4. Rainbow Flower　off vocal

#### マリア・カデンツァヴナ・イヴ
収録曲
全作曲：上松範康（Elements Garden）
1. 烈槍・ガングニール [5:10]
  - 作詞：上松範康（Elements Garden）、編曲：Evan Call（Elements Garden）
  - 第1、4、8、12話劇中歌

2. Dark Oblivion [3:36]
  - 作詞：Evan Call（Elements Garden）、編曲：藤間 仁（Elements Garden）
  - 第1話劇中歌

3. 烈槍・ガングニール　off vocal
4. Dark Oblivion　off vocal

#### 風鳴翼（G）
収録曲
全作詞：上松範康（Elements Garden）
1. 月煌ノ剣 [3:33]
  - 作曲・編曲：藤間仁（Elements Garden）
  - 第2、3、11話劇中歌

2. 恋の桶狭間 [4:21]
  - 作曲・編曲：上松範康（Elements Garden）
  - 第1期 第9話劇中歌

3. 月煌ノ剣　off vocal
4. 恋の桶狭間　off vocal

#### 月読調
収録曲
全作詞：上松範康（Elements Garden）、全作曲・編曲：菊田大介（Elements Garden）
1. 鏖鋸・シュルシャガナ [4:06]
  - 第2、8、9話劇中歌

2. PRACTICE MODE [4:36]
3. 鏖鋸・シュルシャガナ　off vocal
4. PRACTICE MODE　off vocal

#### 雪音クリス（G）
収録曲
全作詞・作曲：上松範康（Elements Garden）
1. Bye-Bye Lullaby [3:34]
  - 編曲：岩橋星実（Elements Garden）
  - 第3、9、10話劇中歌

2. 教室モノクローム [4:02]
  - 編曲：中山真斗（Elements Garden）
  - 第4話挿入歌

3. Bye-Bye Lullaby　off vocal
4. 教室モノクローム　off vocal

#### 暁切歌
収録曲
全作詞：上松範康（Elements Garden）
1. 獄鎌・イガリマ [4:01]
  - 作曲：中山真斗（Elements Garden）、編曲：藤田淳平（Elements Garden）
  - 第4話劇中歌

2. 手紙 [3:36]
  - 作曲・編曲：藤間仁（Elements Garden）

3. 獄鎌・イガリマ　off vocal
4. 手紙　off vocal

#### 小日向未来
収録曲
全作詞：上松範康（Elements Garden）、全作曲・編曲：菊田大介（Elements Garden）
1. 歪鏡・シェンショウジン [4:43]
  - 第10話劇中歌

2. かばんの隠し事 [4:04]
3. 歪鏡・シェンショウジン　off vocal
4. かばんの隠し事（offvocal）

### 戦姫絶唱シンフォギアGX

#### マリア×風鳴翼（GX）
収録曲
1. 星天ギャラクシィクロス [4:38]
  - 作詞・作曲：上松範康 (Elements Garden)、編曲：末益涼太（Elements Garden）、菊田大介（Elements Garden）
  - 第1話劇中歌

2. 星天ギャラクシィクロス（tv size）
3. 星天ギャラクシィクロス　off vocal

#### 立花響（GX）
収録曲
全作詞：上松範康（Elements Garden）
1. 限界突破 G-beat [4:21]
  - 作曲：上松範康（Elements Garden）、編曲：藤田淳平（Elements Garden）
  - 第1、4、8話劇中歌

2. リトルミラクル −Grip it tight− [4:31]
  - 作曲・編曲：母里治樹（Elements Garden）
  - 第11話劇中歌

3. 限界突破 G-beat　off vocal
4. リトルミラクル −Grip it tight−　off vocal

#### 風鳴翼（GX）
収録曲
全作詞：上松範康（Elements Garden）
1. Beyond the BLADE [4:21]
  - 作曲・編曲：藤田淳平（Elements Garden）
  - 第2、9話劇中歌

2. 空へ… [4:47]
  - 作曲：上松範康（Elements Garden）、編曲：母里治樹（Elements Garden）

3. Beyond the BLADE　off vocal
4. 空へ…　off vocal

#### 雪音クリス（GX）
収録曲
全作詞：上松範康（Elements Garden）
1. TRUST HEART [3:40]
  - 作曲・編曲：藤間仁（Elements Garden）
  - 第2、7、10話劇中歌

2. 放課後キーホルダー [4:40]
  - 作曲：上松範康（Elements Garden）、編曲：喜多智弘（Elements Garden）

3. TRUST HEART　off vocal
4. 放課後キーホルダー　off vocal

#### 暁切歌（GX）
収録曲
全作詞：上松範康（Elements Garden）
1. オーバーキルサイズ・ヘル [4:13]
  - 作曲・編曲：喜多智弘（Elements Garden）
  - 第3、10話劇中歌

2. おきてがみ [4:02]
  - 作曲：上松範康（Elements Garden）、編曲：母里治樹（Elements Garden）

3. オーバーキルサイズ・ヘル　off vocal
4. おきてがみ　off vocal

#### 月読調（GX）
収録曲
全作詞：上松範康（Elements Garden）、全編曲：岩橋星実（Elements Garden）
1. ジェノサイドソウ・ヘヴン [4:04]
  - 作曲：岩橋星実（Elements Garden）
  - 第5、8話劇中歌

2. SENSE OF DISTANCE [4:08]
  - 作曲：上松範康（Elements Garden）

3. ジェノサイドソウ・ヘヴン　off vocal
4. SENSE OF DISTANCE　off vocal

#### マリア・カデンツァヴナ・イヴ（GX）
収録曲
全作詞・作曲：上松範康（Elements Garden）
1. 銀腕・アガートラーム [4:32]
  - 編曲：岩橋星実（Elements Garden）・Evan Call（Elements Garden）
  - 第7、9話劇中歌

2. 純白イノセント [4:43]
  - 編曲：藤永龍太郎（Elements Garden）

3. 銀腕・アガートラーム　off vocal
4. 純白イノセント　off vocal

#### キャロル・マールス・ディーンハイム
収録曲
全作詞：上松範康（Elements Garden）
1. 殲琴・ダウルダブラ [4:43]
  - 作曲・編曲：Evan Call（Elements Garden）
  - 第11、12話劇中歌

2. tomorrow [5:27]
  - 作曲：上松範康（Elements Garden）、編曲：藤永龍太郎（Elements Garden）

3. 殲琴・ダウルダブラ　off vocal
4. tomorrow　off vocal

### 戦姫絶唱シンフォギアAXZ

#### 立花響（AXZ）
収録曲
全作詞：上松範康 (Elements Garden)
1. 負けない愛が拳（）にある [3:22]
  - 作曲・編曲：藤間仁（Elements Garden）
  - 第1話劇中歌

2. 花咲く勇気 [4:18]
  - 作曲・編曲：母里治樹（Elements Garden）
  - 第11話劇中歌

3. 負けない愛が拳（）にある off vocal
4. 花咲く勇気 off vocal

#### マリア・カデンツァヴナ・イヴ（AXZ）
収録曲
全作詞：上松範康 (Elements Garden)
1. Stand up! Ready!! [4:18]
  - 作曲：菊田大介（Elements Garden）、編曲：岩橋星実（Elements Garden）
  - 第2話劇中歌

2. Stand up! Lady!! [4:16]
  - 作曲・編曲：藤永龍太郎（Elements Garden）

3. Stand up! Ready!! off vocal
4. Stand up! Lady!! off vocal

#### 風鳴翼（AXZ）
収録曲
全作詞・作曲：上松範康 (Elements Garden)
1. 月下美刃 [4:19]
  - 編曲：菊田大介（Elements Garden）
  - 第3話劇中歌

2. ルミナスゲイト [4:22]
  - 編曲：藤間仁（Elements Garden）

3. 月下美刃 off vocal
4. ルミナスゲイト off vocal

#### 雪音クリス（AXZ）
収録曲
全作詞：上松範康（Elements Garden）
1. GUN BULLET XXX [3:58]
  - 作曲・編曲：藤田淳平（Elements Garden）
  - 第4話劇中歌

2. とどけHappy♡うたずきん！ [4:08]
  - 作曲：上松範康（Elements Garden）、編曲：菊田大介（Elements Garden）

3. GUN BULLET XXX off vocal
4. とどけHappy♡うたずきん！ off vocal

#### 暁切歌（AXZ）
収録曲
全作詞：上松範康（Elements Garden）
1. デンジャラス・サンシャイン [4:16]
  - 作曲・編曲：母里治樹（Elements Garden）
  - 第5、7話劇中歌

2. はっぴー すまいる ばけいしょん [3:44]
  - 作曲：上松範康（Elements Garden）、編曲：末益涼太（Elements Garden）

3. デンジャラス・サンシャイン off vocal
4. はっぴー すまいる ばけいしょん off vocal

#### 月読調（AXZ）
収録曲
全作詞：上松範康（Elements Garden）
1. メロディアス・ムーンライト [4:03]
  - 作曲：母里治樹（Elements Garden）、編曲：岩橋星実（Elements Garden）
  - 第6話劇中歌

2. Draft folder [4:38]
  - 作曲・編曲：末益涼太（Elements Garden）

3. メロディアス・ムーンライト off vocal
4. Draft folder off vocal

### 戦姫絶唱シンフォギアXV

#### 立花響（XV）
収録曲
全作詞：上松範康 (Elements Garden)
1. ALL LOVES BLAZING [3:35]
  - 作曲・編曲：藤田淳平（Elements Garden）
  - 第1、4、11話劇中歌

2. キミだけに [4:56]
  - 作曲：上松範康（Elements Garden）、編曲：藤永龍太郎（Elements Garden）

3. ALL LOVES BLAZING off vocal
4. キミだけに off vocal

#### 暁切歌（XV）
収録曲
全作詞：上松範康 (Elements Garden)
1. 未完成愛Mapputatsu！ [4:37]
  - 作曲：菊田大介（Elements Garden）、編曲：都丸椋太（Elements Garden）
  - 第2、7話劇中歌

2. はっぴーばーすでーのうた [5:04]
  - 作曲：上松範康（Elements Garden）、編曲：都丸椋太（Elements Garden）

3. 未完成愛Mapputatsu！ off vocal
4. はっぴーばーすでーのうた off vocal

#### 月読調 （XV）
収録曲
全作詞：上松範康 (Elements Garden)
1. 未熟少女Buttagiri！ [4:44]
  - 作曲：菊田大介（Elements Garden）、編曲：笠井雄太（Elements Garden）
  - 第2、3、10話劇中歌

2. 君が泣かない世界に [4:36]
  - 作曲：上松範康（Elements Garden）、編曲：笠井雄太（Elements Garden）

3. 未熟少女Buttagiri！ off vocal
4. 君が泣かない世界に off vocal

#### 雪音クリス（XV）
収録曲
全作詞：上松範康 (Elements Garden)
1. Take this！ “All loaded” [4:18]
  - 作曲：上松範康（Elements Garden）、編曲：岩橋星実（Elements Garden）
  - 第3、6話劇中歌

2. あしたのあたし [4:42]
  - 作曲：上松範康（Elements Garden）、編曲：岩橋星実（Elements Garden）

3. Take this！ “All loaded” off vocal
4. あしたのあたし off vocal

#### マリア・カデンツァヴナ・イヴ（XV）
収録曲
全作詞：上松範康 (Elements Garden)
1. 白銀（）の炎 -keep the faith- [4:35]
  - 作曲：上松範康（Elements Garden）、編曲：竹田祐介（Elements Garden）
  - 第4、10、11話劇中歌

2. 此の今を生きるヒカリ [5:02]
  - 作曲：上松範康（Elements Garden）、編曲：藤永龍太郎（Elements Garden）

3. 白銀（）の炎 -keep the faith- off vocal
4. 此の今を生きるヒカリ off vocal

#### 風鳴翼（XV）
収録曲
全作詞：上松範康 (Elements Garden)
1. Defender'Z Brand！ [4:18]
  - 作曲・編曲：藤間仁（Elements Garden）
  - 第5、9話劇中歌

2. 風のあなたに [5:43]
  - 作曲：上松範康（Elements Garden）、編曲：竹田祐介（Elements Garden）

3. Defender'Z Brand！ off vocal
4. 風のあなたに off vocal

### 戦姫絶唱シンフォギアXD UNLIMITED

#### キャラクターソングアルバム1
戦姫絶唱シンフォギアXD UNLIMITED キャラクターソングアルバム1は2017年6月より配信されているスマートフォンゲームアプリ『戦姫絶唱シンフォギアXD UNLIMITED』に収録されたアプリオリジナル楽曲を収録したアルバムとして2018年8月29日に発売された。
収録曲
#7を除く全作詞：上松範康（Elements Garden）
1. 逆光のリゾルヴ [4:18]
  - 歌：天羽奏（高山みなみ）
  - 作曲・編曲：菊田大介（Elements Garden）

2. 裸になって…夏 [3:43]
  - 歌：マリア・カデンツァヴナ・イヴ（日笠陽子）
  - 作曲：藤田淳平（Elements Garden）、編曲：岩橋星実（Elements Garden）

3. 永愛プロミス [4:32]
  - 歌：小日向未来（井口裕香）
  - 作曲・編曲：菊田大介（Elements Garden）

4. SAKURA BLIZZARD [3:37]
  - 歌：雪音クリス（高垣彩陽）
  - 作曲・編曲：末益涼太（Elements Garden）

5. 誰かのためのヒカリ [2:43]
  - 歌：セレナ・カデンツァヴナ・イヴ（堀江由衣）
  - 作曲・編曲：母里治樹（Elements Garden）

6. 此の今を生きて [3:02]
  - 歌：セレナ・カデンツァヴナ・イヴ（堀江由衣）
  - 作曲：上松範康（Elements Garden）、編曲：菊田大介（Elements Garden）

7. サンタが街にやってくる [2:24]
  - 歌：暁切歌（茅野愛衣）
  - 作詞：Haven Gillespie、訳詞：神戸孝夫、作曲：J.Fred Coots、編曲：岩橋星実（Elements Garden）

8. ご奉仕…メイドモード [3:43]
  - 歌：月読調（南條愛乃）
  - 作曲：上松範康（Elements Garden）、編曲：末益涼太（Elements Garden）

9. 疾風迅雷 [3:54]
  - 歌：風鳴翼（水樹奈々）
  - 作曲・編曲：末益涼太（Elements Garden）

10. エンドレス☆サマータイム [4:16]
  - 歌：立花響（悠木碧）
  - 作曲：上松範康（Elements Garden）、編曲：岩橋星実（Elements Garden）

#### キャラクターソングアルバム2
収録曲
全作詞：上松範康（Elements Garden）
1. 逆光のフリューゲル（Ver.双翼のシリウス）
  - 歌：ツヴァイウィング
  - 作曲：上松範康（Elements Garden）、編曲：藤間仁（Elements Garden）

2. 双翼のウイングビート
  - 歌：ツヴァイウィング
  - 作曲：上松範康（Elements Garden）、編曲：菊田大介（Elements Garden）

3. ダイスキスキスギ
  - 歌：月読調（南條愛乃）、暁切歌（茅野愛衣）
  - 作曲・編曲：岩橋星実（Elements Garden）

4. KNOCK OUTッ！
  - 歌：立花響（悠木碧）
  - 作曲・編曲：菊田大介（Elements Garden）

5. 永輝－エィヴィガーブント－
  - 歌：サンジェルマン（寿美菜子）、カリオストロ（蒼井翔太）、プレラーティ（日高里菜）
  - 作曲・編曲：菊田大介（Elements Garden）

6. アカツキノソラ
  - 歌：暁切歌（茅野愛衣）
  - 作曲・編曲：菊田大介（Elements Garden）

7. SONG FOR THE WORLD
  - 歌：雪音クリス（高垣彩陽）
  - 作曲・編曲：笠井雄太（Elements Garden）

8. 光槍・ガングニール
  - 歌：立花響（悠木碧）、マリア・カデンツァヴナ・イヴ（日笠陽子）、天羽奏（高山みなみ）
  - 作曲：菊田大介（Elements Garden）、編曲：都丸椋太（Elements Garden）

9. 防人ノ歌
  - 歌：風鳴翼（水樹奈々）
  - 作曲・編曲：竹田祐介（Elements Garden）

10. 五線譜のサンクチュアリ
  - 歌：キャロル・マールス・ディーンハイム（水瀬いのり）
  - 作曲・編曲：都丸椋太（Elements Garden）

#### キャラクターソングアルバム3
収録曲
1. おかえりを言う為に
  - 歌：小日向未来（井口裕香）
  - 作詞：上松範康（Elements Garden）、作曲：藤田淳平（Elements Garden）、編曲：菊田大介（Elements Garden）

2. 友達以上、ヒーロー未満
  - 歌：安藤創世（小松未可子）、寺島詩織（東山奈央）、板場弓美（赤﨑千夏）
  - 作詞・作曲：上松範康（Elements Garden）、編曲：菊田大介（Elements Garden）

3. 聖剣のレクイエム
  - 歌：立花響（悠木碧）、サンジェルマン（寿美菜子）、キャロル（水瀬いのり）
  - 作詞：上松範康（Elements Garden）、作曲・編曲：藤間仁（Elements Garden）

4. 心声ロバスト
  - 歌：セレナ・カデンツァヴナ・イヴ（堀江由衣）
  - 作詞：Spirit Garden、作曲・編曲：藤永龍太郎（Elements Garden）

5. 紡ぎ -Rhapsody-
  - 歌：立花響[Another]（悠木碧）
  - 作詞：Spirit Garden、作曲・編曲：菊田大介（Elements Garden）

6. STAR TEARS
  - 歌：雪音クリス（高垣彩陽）
  - 作詞：上松範康（Elements Garden）、作曲：岩橋星実（Elements Garden）、編曲：藤田淳平（Elements Garden）

7. Stay with Nova
  - 歌：マリア・カデンツァヴナ・イヴ（日笠陽子）
  - 作詞：Spirit Garden、作曲：近藤世真（Elements Garden）、編曲：近藤世真（Elements Garden）・藤永龍太郎（Elements Garden）

8. 決意と愛の旋律
  - 歌：マリア（日笠陽子）、月読調（南條愛乃）、暁切歌（茅野愛衣）
  - 作詞・作曲：上松範康（Elements Garden）、編曲：藤間仁（Elements Garden）

9. Be with you
  - 歌：小日向未来（井口裕香）、雪音クリス（高垣彩陽）
  - 作詞：Spirit Garden、作曲・編曲：岩橋星実（Elements Garden）

10. To unseal
  - 歌：立花響（悠木碧）、立花響[Another]（悠木碧）
  - 作詞：Spirit Garden、作曲・編曲：菊田大介（Elements Garden）

#### キャラクターソングシングル
収録曲
1. WE ARE THE FUTURE
  - 歌：立花響（悠木碧）、キャロル（水瀬いのり）
  - 作詞・作曲：上松範康（Elements Garden）、編曲：藤田淳平（Elements Garden）

2. Believe is All
  - 歌：立花響（悠木碧）、小日向未来（井口裕香）
  - 作詞：Spirit Garden、作曲：上松範康（Elements Garden）、編曲：藤永龍太郎（Elements Garden）

## DVD・BD特典CD
DVD、Blu-ray Discの初回限定版に封入されている特典CD。第1期と第3期はキャラクターソングかサウンドトラックのどちらかが収録され、第2期は全てサウンドトラックが収録されている。

### 戦姫絶唱シンフォギア（特典）
第1巻
戦姫絶唱シンフォギア キャラクターソング5 天羽奏
1. 君ト云ウ 音奏デ 尽キルマデ [4:37]
  - 歌：天羽奏（高山みなみ）
  - 作詞：藤林聖子、作曲：俊龍、編曲：菊田大介（Elements Garden）
  - 第1話劇中歌

2. 君ト云ウ 音奏デ 尽キルマデ off vocal

第2巻
戦姫絶唱シンフォギア オリジナルサウンドトラック1
1. 空に星流れ、涙は頬を伝う（FIRST LOVE SONG）
2. 少女の歌には、血が流れている
3. 神話世界からの強襲
4. 人と死しても、戦士と生きる（聖詠）
5. 往く風に、想い馳せて
6. タノカケラ
7. 高く奏でる明日の調べ（絶唱）
8. かけがえのないモノほど
9. 陽だまりに翳りなく
10. 日常を、君と一緒に
11. いつもそこに微笑みが
12. できる女は34歳
13. 人知れず、影が行く
14. 喪失までのカウントダウン（聖詠）
15. 闇の奥、Apocalypse Now
16. わたしだって…だから…（撃槍・ガングニール）
17. 羽撃きは鋭く、風切る如く（聖詠）
18. 逆巻く血風
19. 戦場に刃鳴裂き誇る（絶唱）
20. どこまでも、どんなものでも（逆光のフリューゲル）

第3巻
戦姫絶唱シンフォギア オリジナルサウンドトラック2
1. 聖なる痛み
2. 不安から焦燥へ
3. 帳は静かに幾重にも
4. 木漏れ陽が綴る
5. after school HAPPY
6. 扉の向こうを垣間見て
7. アンクルサムは、かく語りき
8. DISTORTION ZONE
9. FG式回天特機装束
10. 折り砕かれて、歌尽きて
11. 胸の響きを伝えるために（私ト云ウ 音響キ ソノ先ニ）
12. 果てに広がる世界
13. 私立リディアン音楽院校歌
  - 歌：私立リディアン音楽院生徒一同
  - 作詞・作曲・編曲：上松範康（Elements Garden）

第4巻
戦姫絶唱シンフォギア キャラクターソング6 小日向未来
1. 陽だまりメモリア [4:43]
  - 歌：小日向未来（井口裕香）
  - 作詞：上松範康（Elements Garden）、作曲・編曲：中山真斗（Elements Garden）

2. 陽だまりメモリア off vocal

第5巻
戦姫絶唱シンフォギア オリジナルサウンドトラック3
1. 比翼の鳥、どこまでも（私立リディアン音楽院校歌）
2. Little☆Date
3. 恋の桶狭間
  - 歌：風鳴翼（水樹奈々）
  - 作詞・作曲・編曲：上松範康（Elements Garden）
  - 第9話劇中歌

4. 終わりの名を持つ者
5. 銃爪にかけた指で夢をなぞる（聖詠）
6. 空を見ろ…零さない…みつけたんだから（繋いだ手だけが紡ぐもの）
7. 月の下、命は淡く雪のように（絶唱）
8. BARK at the MOON（魔弓・イチイバル）
9. コウヤニケモノドウコクス
10. 彼方より此方の天を衝く
11. 滅びの聖母
12. 言の葉は、胸打つ風となり
13. 勝者なき勝利に
14. 胸に響き、いつか世界に満ちるまで（絶唱）
15. みんながくれた負けない力
16. 「響いてく…ミライ」
17. この手には君のぬくもりが（私立リディアン音楽院校歌）

第6巻
戦姫絶唱シンフォギア キャラクターソング7 立花響×風鳴翼×雪音クリス
1. FIRST LOVE SONG
  - 歌：立花響（悠木碧）、風鳴翼（水樹奈々）、雪音クリス（高垣彩陽）
  - 作詞・作曲：上松範康（Elements Garden）、編曲：藤間仁（Elements Garden）
  - 第13話劇中歌

2. FIRST LOVE SONG off vocal

### 戦姫絶唱シンフォギアG（特典）
第1巻
戦姫絶唱シンフォギアG オリジナルサウンドトラック1
1. Apple
  - 歌：マリア・カデンツァヴナ・イヴ（日笠陽子）、セレナ・カデンツァヴナ・イヴ（堀江由衣）
  - 作詞・作曲・編曲：上松範康（Elements Garden）

2. the MOON is a harsh mistress
3. 喪失までのカウントダウン（聖詠）
  - 歌：立花響（悠木碧）

4. 舞台裏でこそ物語は踊る
5. 砕かれて、刻は動き出す
6. 溢れはじめる秘めた熱情（聖詠）
  - 歌：マリア・カデンツァヴナ・イヴ（日笠陽子）

7. S2CA／Voltage Maximum
8. 「大好きだ」って、言ってるでしょ？
9. ナミダ数えた指先で
10. 羽撃きは鋭く、風切る如く（聖詠）
  - 歌：風鳴翼（水樹奈々）

11. 終焉を望む者、終焉に臨む者
12. 戦姫絶唱 ver.Tri-Burst（絶唱）
  - 歌：立花響（悠木碧）、風鳴翼（水樹奈々）、雪音クリス（高垣彩陽）

13. へっちゃらじゃ、ない

第2巻
戦姫絶唱シンフォギアG オリジナルサウンドトラック2
1. UNDER SIEGE
2. 反感的共感であり、共感的反感
3. 銃爪にかけた指で夢をなぞる（聖詠）
  - 歌：雪音クリス（高垣彩陽）

4. その極致は、異端にして先端
5. 強がりは、キミを孤独に苛む毒
6. 乙女の純潔
7. カモもネギもないデスよ！
8. 現着ッ！電光刑事バン（ver.秋桜祭）
  - 歌：板場弓美（赤﨑千夏）、寺島詩織（東山奈央）、安藤創世（小松未可子）
  - 作詞：あきふみかねこ、作曲・編曲：上松範康（Elements Garden）

9. 雨やどり
10. 放課後の茜色

第3巻
戦姫絶唱シンフォギアG オリジナルサウンドトラック3
1. ORBITAL BEAT（Ver.ZABABA）
  - 歌：月読調（南條愛乃）、暁切歌（茅野愛衣）
  - 作詞：古屋真、作曲・編曲：加藤裕介

2. wield a Disrupt Hammer
3. 明日に繋がる左腕
4. 遠く、遠くに逆巻く炎
5. 怪物は横たわり、人は立ち尽くす
6. 残酷な軌跡が描かれる
7. 望まぬ力と寂しい笑顔（聖詠）
  - 歌：セレナ・カデンツァヴナ・イヴ（堀江由衣）

8. ヒトの夢、小夜曲は星の瞬き（絶唱）
  - 歌：セレナ・カデンツァヴナ・イヴ（堀江由衣）

9. たとえ、あたしが、きえたとしても
10. 覚悟は笑顔と共に、誇りのままに

第4巻
戦姫絶唱シンフォギアG オリジナルサウンドトラック4
1. 空っぽの胸に、ありったけの勇気
2. ワタシの全部、キミに捧げて調べ歌う（絶唱）
  - 歌：月読調（南條愛乃）、暁切歌（茅野愛衣）

3. 迷いも怖れも断殺できれば…
4. tomorrow world
5. 第三の少女は、凛と立つ花のごとく
6. ふたり、想い交わすに言葉など無用
7. 現着ッ！電光刑事バン
  - 歌：石川英郎
  - 作詞：あきふみかねこ、作曲・編曲：上松範康（Elements Garden）

8. 少しだけ、遠まわりして帰る道
9. きっと…きっと、まだ大丈夫…まだ飛べる

第5巻
戦姫絶唱シンフォギアG オリジナルサウンドトラック5
1. 英雄故事(Ver.Training Day)
  - 歌：風鳴弦十郎（石川英郎）、立花響（悠木碧）
  - 作詞：黄霑、作曲：黎小田、編曲：岩橋星実（Elements Garden）

2. Detective Comics
3. 雲を裂き、嵐を呼んで
4. 悲しみだけが降り積もる
5. 鏡に映る、光も闇も何もかも（聖詠）
  - 歌：小日向未来（井口裕香）

6. 明日の凱歌
7. 永久に、ぎゅっと胸に
8. 陽だまりに涙、握りしめて
9. それが、彼女の選択であるならば
10. 純心は突き立つ牙となり（聖詠）
  - 歌：月読調（南條愛乃）

11. 忘れかけた笑顔、だけど――

第6巻
戦姫絶唱シンフォギアG オリジナルサウンドトラック6
1. 夜を引き裂く曙光のごとく（聖詠）
  - 歌：暁切歌（茅野愛衣）

2. Edge Works of Goddess ZABABA
  - 歌：月読調（南條愛乃）、暁切歌（茅野愛衣）
  - 作詞：上松範康（Elements Garden）、作曲：菊田大介（Elements Garden）・中山真斗（Elements Garden）、編曲：菊田大介（Elements Garden）

3. 譲れない道に、振りかざす刃
4. 真実がキミを壊していく
5. ガングニールの少女
6. 望み掴んだ力と誇り咲く笑顔（聖詠）
  - 歌：マリア・カデンツァヴナ・イヴ（日笠陽子）

7. 始まりの歌（）
  - 歌：立花響（悠木碧）、風鳴翼（水樹奈々）、雪音クリス（高垣彩陽）、マリア・カデンツァヴナ・イヴ（日笠陽子）、月読調（南條愛乃）、暁切歌（茅野愛衣）
  - 作詞・作曲：上松範康（Elements Garden）、編曲：喜多智弘（Elements Garden）

8. 虹色のフリューゲル
  - 歌：立花響（悠木碧）、風鳴翼（水樹奈々）、雪音クリス（高垣彩陽）、マリア・カデンツァヴナ・イヴ（日笠陽子）、月読調（南條愛乃）、暁切歌（茅野愛衣）、天羽奏（高山みなみ）
  - 作詞・作曲：上松範康（Elements Garden）、編曲：菊田大介（Elements Garden）

### 戦姫絶唱シンフォギアGX（特典）
第1巻
BONUS CD #1
1. RADIANT FORCE
  - 歌：立花響（悠木碧）、風鳴翼（水樹奈々）、雪音クリス（高垣彩陽）
  - 作詞・作曲：上松範康（Elements Garden）、編曲：藤間仁（Elements Garden）
  - 第1話劇中歌

2. Just Loving X-Edge
  - 歌：月読調（南條愛乃）、暁切歌（茅野愛衣）
  - 作詞：上松範康（Elements Garden）、作曲・編曲：喜多智弘（Elements Garden）・岩橋星実（Elements Garden）
  - 第5話劇中歌

3. RADIANT FORCE off vocal
4. Just Loving X-Edge off vocal

第2巻
BONUS CD #2
戦姫絶唱シンフォギアGX オリジナルサウンドトラック
1. アルケミックカルト
2. Blitzkrieg
3. 終末の四騎士
4. Desperate Situation
5. 擦過する想い
6. リディアンの新入生
7. パペットショウ
8. ピアノソナタ第７番「憂愁」
9. 傷み、あるからこその痛み
10. Uncanny Valley
11. ドヴェルグ・ダインの遺産
12. 想い出は炎と共に
13. 砕かれた空の下で
14. 夢のつづき
15. 戦場の姫巫女、絶えず命を唱いあげる（絶唱）
  - 歌：立花響（悠木碧）、風鳴翼（水樹奈々）、雪音クリス（高垣彩陽）、マリア・カデンツァヴナ・イヴ（日笠陽子）、月読調（南條愛乃）、暁切歌（茅野愛衣）

16. the WILD BUNCH
17. 颯爽たる装者
18. 抜剣――ダインスレイフ
19. 遠い日々、それは――尊い日々
20. SOL=NIGER
21. 錬金術の少女と少女
22. I give you my word
23. 正義を信じて、握りしめて（小さな奇跡ver.）

第3巻
BONUS CD #3
1. BAYONET CHARGE
  - 歌：風鳴翼（水樹奈々）、雪音クリス（高垣彩陽）
  - 作詞：上松範康（Elements Garden）、作曲：藤田淳平（Elements Garden）、編曲：藤間仁（Elements Garden）
  - 第5話挿入歌、第6話劇中歌

2. RADIANT FORCE（IGNITED arrangement）
  - 歌：立花響（悠木碧）、風鳴翼（水樹奈々）、雪音クリス（高垣彩陽）
  - 作詞・作曲：上松範康（Elements Garden）、編曲：藤永龍太郎（Elements Garden）
  - 第6話劇中歌

3. いつかの虹、花の想い出
  - 歌：立花響（悠木碧）、小日向未来（井口裕香）
  - 作詞：上松範康（Elements Garden）、作曲・編曲：岩橋星実（Elements Garden）
  - 「戦姫絶唱しないシンフォギア」エンディングテーマ

4. BAYONET CHARGE off vocal
5. RADIANT FORCE（IGNITED arrangement） off vocal
6. いつかの虹、花の想い出 off vocal

第4巻
BONUS CD #4
1. 銀腕・アガートラーム（IGNITED arrangement）
  - 歌：マリア・カデンツァヴナ・イヴ（日笠陽子）
  - 作詞・作曲：上松範康（Elements Garden）、編曲：末益涼太（Elements Garden）
  - 第7、9話劇中歌

2. Just Loving X-Edge（IGNITED arrangement）
  - 歌：月読調（南條愛乃）、暁切歌（茅野愛衣）
  - 作詞：上松範康（Elements Garden）、作曲：喜多智弘（Elements Garden）・岩橋星実（Elements Garden）、編曲：末益涼太（Elements Garden）
  - 第8話劇中歌

3. 銀腕・アガートラーム（IGNITED arrangement） off vocal
4. Just Loving X-Edge（IGNITED arrangement） off vocal

第5巻
BONUS CD #5
1. Beyond the BLADE（IGNITED arrangement）
  - 歌：風鳴翼（水樹奈々）
  - 作詞：上松範康（Elements Garden）、作曲：藤田淳平（Elements Garden）、編曲：藤永龍太郎（Elements Garden）
  - 第9話劇中歌

2. TRUST HEART（IGNITED arrangement）
  - 歌：雪音クリス（高垣彩陽）
  - 作詞：上松範康（Elements Garden）、作曲：藤間仁（Elements Garden）、編曲：藤永龍太郎（Elements Garden）
  - 第10話劇中歌

3. Beyond the BLADE（IGNITED arrangement） off vocal
4. TRUST HEART（IGNITED arrangement） off vocal

第6巻
BONUS CD #6
1. 「ありがとう」を唄いながら
  - 歌：マリア・カデンツァヴナ・イヴ（日笠陽子）、月読調（南條愛乃）、暁切歌（茅野愛衣）
  - 作詞・作曲：上松範康（Elements Garden）、編曲：喜多智弘（Elements Garden）
  - 第12話劇中歌

2. 限界突破 G-beat（IGNITED arrangement）
  - 歌：立花響（悠木碧）
  - 作詞・作曲：上松範康（Elements Garden）、編曲：末益涼太（Elements Garden）
  - 第12話劇中歌

3. グリーングリーン
  - 歌：キャロル・マールス・ディーンハイム（水瀬いのり）
  - 作詞：片岡輝、作曲：Barry Brian McGuire & Randy Sparks、編曲：藤永龍太郎（Elements Garden）

4. 「ありがとう」を唄いながら off vocal
5. 限界突破 G-beat（IGNITED arrangement） off vocal
6. グリーングリーン off vocal

### 戦姫絶唱シンフォギアAXZ（特典）
第1巻
BONUS CD #1
1. 激唱インフィニティ
  - 歌：立花響（悠木碧）、風鳴翼（水樹奈々）、雪音クリス（高垣彩陽）
  - 作詞・作曲：上松範康（Elements Garden）、編曲：末益涼太（Elements Garden）
  - 第1話劇中歌

2. 旋律ソロリティ
  - 歌：マリア・カデンツァヴナ・イヴ（日笠陽子）、月読調（南條愛乃）、暁切歌（茅野愛衣）
  - 作詞・作曲：上松範康（Elements Garden）、編曲：菊田大介（Elements Garden）
  - 第1話挿入歌、第2話劇中歌

3. 激唱インフィニティ off vocal
4. 旋律ソロリティ off vocal

第2巻
BONUS CD #2
1. 激唱インフィニティ（IGNITED arrangement）
  - 歌：立花響（悠木碧）、風鳴翼（水樹奈々）、雪音クリス（高垣彩陽）
  - 作詞・作曲：上松範康（Elements Garden）、編曲：藤永龍太郎（Elements Garden）
  - 第3、4話劇中歌

2. 旋律ソロリティ（IGNITED arrangement）
  - 歌：マリア・カデンツァヴナ・イヴ（日笠陽子）、月読調（南條愛乃）、暁切歌（茅野愛衣）
  - 作詞・作曲：上松範康（Elements Garden）、編曲：末益涼太（Elements Garden）
  - 第4話劇中歌

3. 激唱インフィニティ（IGNITED arrangement） off vocal
4. 旋律ソロリティ（IGNITED arrangement） off vocal

第3巻
BONUS CD #3
戦姫絶唱シンフォギアAXZ オリジナルサウンドトラック
1. パヴァリア光明結社
2. Ewigkeit（死灯 -エイヴィヒカイト-）
  - 歌：サンジェルマン（寿美菜子）、カリオストロ（蒼井翔太）、プレラーティ（日高里菜）

3. 第七光達人
4. あの日、バルベルデにて
5. アン・ティキ・ティラ
6. 浪漫繃子師と堕落先導者
7. DIE 4 an IDEAL
8. 破壊神の鼓動
9. アダム・ヴァイスハウプト
10. 切なる想いを覚悟と背負う（絶唱）
  - 歌：暁切歌（茅野愛衣）

11. 至らぬからこそ、手を伸ばす
12. A song doesn't die.
13. 星の支配者アヌンナキ
14. 歩む者だけが流す涙

第4巻
BONUS CD #4
1. ギザギザギラリ☆フルスロットル
  - 歌：月読調（南條愛乃）、暁切歌（茅野愛衣）
  - 作詞：上松範康（Elements Garden）、作曲：母里治樹（Elements Garden）、編曲：菊田大介（Elements Garden）
  - 第7話劇中歌

2. Change the Future
  - 歌：雪音クリス（高垣彩陽）、マリア・カデンツァヴナ・イヴ（日笠陽子）
  - 作詞：上松範康（Elements Garden）、作曲・編曲：藤永龍太郎（Elements Garden）
  - 第8話劇中歌

3. ギザギザギラリ☆フルスロットル off vocal
4. Change the Future off vocal

第5巻
BONUS CD #5
1. 風月ノ疾双
  - 歌：風鳴翼（水樹奈々）、月読調（南條愛乃）
  - 作詞：上松範康（Elements Garden）、作曲：藤田淳平（Elements Garden）、編曲：藤間仁（Elements Garden）
  - 第9話劇中歌

2. 必愛デュオシャウト
  - 歌：立花響（悠木碧）、暁切歌（茅野愛衣）
  - 作詞・作曲：上松範康（Elements Garden）、編曲：菊田大介（Elements Garden）
  - 第10話劇中歌

3. 風月ノ疾双 off vocal
4. 必愛デュオシャウト off vocal

第6巻
BONUS CD #6
1. 死灯 -エイヴィヒカイト-
  - 歌：サンジェルマン（寿美菜子）、カリオストロ（蒼井翔太）、プレラーティ（日高里菜）
  - 作詞・作曲：上松範康（Elements Garden）、編曲：菊田大介（Elements Garden）・都丸椋太（Elements Garden）
  - 第12話劇中歌

2. アクシアの風
  - 歌：立花響（悠木碧）、風鳴翼（水樹奈々）、雪音クリス（高垣彩陽）、マリア・カデンツァヴナ・イヴ（日笠陽子）、月読調（南條愛乃）、暁切歌（茅野愛衣）
  - 第6話挿入歌、第13話劇中歌
  - 作詞：上松範康（Elements Garden）、作曲：上松範康（Elements Garden）・藤間仁（Elements Garden）、編曲：藤間仁（Elements Garden）

3. 死灯 -エイヴィヒカイト- off vocal
4. アクシアの風 off vocal

### 戦姫絶唱シンフォギアXV（特典）
第1巻
BONUS CD #1
1. 六花繚乱（）
  - 歌：立花響（悠木碧）、風鳴翼（水樹奈々）、雪音クリス（高垣彩陽）、マリア・カデンツァヴナ・イヴ（日笠陽子）、月読調（南條愛乃）、暁切歌（茅野愛衣）
  - 作詞・作曲：上松範康（Elements Garden）、編曲：菊田大介（Elements Garden）・笠井雄太（Elements Garden）
  - 第1話劇中歌

2. Angelic Remnant
  - 歌：風鳴翼（水樹奈々）、マリア・カデンツァヴナ・イヴ（日笠陽子）
  - 作詞・作曲：上松範康（Elements Garden）、編曲：菊田大介（Elements Garden）
  - 第2話劇中歌

3. 六花繚乱 off vocal
4. Angelic Remnant off vocal

第2巻
BONUS CD #2
戦姫絶唱シンフォギアXV オリジナルサウンドトラック
1. 口づけに眠る星の歌（Apple）
2. Prehistoric Civilization
3. 過ぎ去りし刻の彼方から
4. 輝きを放つ腕輪
5. レディッシュブラウン
6. ウィングストラグル
7. くだらなくて、取るに足らなくて
8. 君は自分を守る為に
9. 通信終わり→突撃開始
10. リングァ・フランカ（Apple）
11. シェム・ハ・メフォラシュ
12. ANALYSIS COMPLETE（Apple）
13. at the End of Time（Apple）
14. 想い出は、手を伸ばしても（いつかの虹、花の想い出）
15. これは――未来を奪還する物語
16. 強く、尊く、儚いモノ
17. 破戒樹ユグドラシルシステム
18. Remodeling surgery
19. 観測ベース・マルドゥーク
20. 果ての荒野に独り立つ
21. メガラニカに雪が舞う（六花繚乱）
22. ふたり、星空の下で（キミだけに）

第3巻
BONUS CD #3
1. 花咲く勇気 Ver. Amalgam
  - 歌：立花響（悠木碧）、サンジェルマン（寿美菜子）
  - 作詞：上松範康（Elements Garden）、作曲・編曲：母里治樹（Elements Garden）
  - 第4話劇中歌

2. また逢う日まで
  - 歌：エルフナイン（久野美咲）
  - 作詞：阿久悠、作曲：筒美京平、編曲：笠井雄太（Elements Garden）
  - 第5話劇中歌

3. 花咲く勇気 Ver. Amalgam off vocal
4. また逢う日まで off vocal

第4巻
BONUS CD #4
1. スフォルツァンドの残響
  - 歌：キャロル・マールス・ディーンハイム（水瀬いのり）
  - 作詞・作曲：上松範康（Elements Garden）、編曲：藤永龍太郎（Elements Garden）
  - 第7話挿入歌、第8、12話劇中歌

2. Cutting Edge×2（） Ready go！
  - 歌：月読調（南條愛乃）、暁切歌（茅野愛衣）
  - 作詞：上松範康（Elements Garden）、作曲・編曲：菊田大介（Elements Garden）
  - 第10話劇中歌

3. スフォルツァンドの残響 off vocal
4. Cutting Edge×2（） Ready go！ off vocal

第5巻
BONUS CD #5
1. PERFECT SYMPHONY
  - 歌：立花響（悠木碧）、風鳴翼（水樹奈々）、雪音クリス（高垣彩陽）、マリア・カデンツァヴナ・イヴ（日笠陽子）、月読調（南條愛乃）、暁切歌（茅野愛衣）、キャロル・マールス・ディーンハイム（水瀬いのり）
  - 作詞：上松範康（Elements Garden）、作曲・編曲：藤田淳平（Elements Garden）
  - 第13話劇中歌

2. Xtreme Vibes
  - 歌：立花響（悠木碧）、風鳴翼（水樹奈々）、雪音クリス（高垣彩陽）、マリア・カデンツァヴナ・イヴ（日笠陽子）、月読調（南條愛乃）、暁切歌（茅野愛衣）、小日向未来（井口裕香）
  - 作詞・作曲：上松範康（Elements Garden）、編曲：藤間仁（Elements Garden）
  - 第13話劇中歌

3. PERFECT SYMPHONY off vocal
4. Xtreme Vibes off vocal

第6巻
BONUS CD #6
1. FOR THE FUTURE
  - 歌：小日向未来（井口裕香）
  - 作詞：上松範康（Elements Garden）、作曲・編曲：菊田大介（Elements Garden）
  - 第13話挿入歌

2. 未来（）へのフリューゲル
  - 歌：立花響（悠木碧）、風鳴翼（水樹奈々）、雪音クリス（高垣彩陽）、マリア・カデンツァヴナ・イヴ（日笠陽子）、月読調（南條愛乃）、暁切歌（茅野愛衣）、小日向未来（井口裕香）
  - 作詞・作曲：上松範康（Elements Garden）、編曲：菊田大介（Elements Garden）
  - 第13話挿入歌

3. FOR THE FUTURE off vocal
4. 未来（）へのフリューゲル off vocal

### ユニットメンバー
1. 1 2 3 4  風鳴翼（水樹奈々）、天羽奏（高山みなみ）